# Miguel Ángel Bustos
Miguel Ángel Ramón Bustos von Joecker (* 31. August 1932 in Buenos Aires; † nach 31. Mai 1976) war ein argentinischer Journalist und Schriftsteller. 

## Leben
Bustos wurde als der Sohn von José Miguel Ángel Bustos und Haydée von Joecker als erstes von vier Kindern geboren. Seine Mutter war deutschstämmig. Er studierte unter anderem Geisteswissenschaften und Philosophie an der Universidad de Buenos Aires. Bereits während seines Studiums bereiste er immer wieder sein Vaterland, Bolivien, Brasilien und Peru. Dabei schlugen sich seine Eindrücke in seinem literarischen Schaffen nieder. 
Bustos war Mitglied der Partido Revolucionario de los Trabajadores (PRT). Als Journalist schrieb er für Zeitschriften wie „Panorama“, „Siete Días“, aber auch für große Tageszeitungen wie „La Opinión“ und „El Cronista Comercial“. 
Als sich die Junta unter Führung von General Jorge Rafael Videla 1976 an die Macht geputscht hatte, begann schon bald der sogenannte Prozess der Nationalen Reorganisation. Bustos galt als Unterstützer des Ejército Revolucionario del Pueblo (ERP) und wurde am Abend des 31. Mai 1976 verhaftet. Damit gehörte er wohl zu den ersten Opfern, die das Regime verschwinden ließ.
Bustos war verheiratet mit Iris Enriqueta Alba de Bustos und hatte mit ihr einen Sohn, Emiliano (* 1972).

## Rezeption
Als Schriftsteller stand Bustos dem Surrealismus, aber auch der phantastischen Literatur sehr nahe. Sein literarisches Debüt absolvierte Bustos erfolgreich mit einigen Gedichten. Nach eigenem Bekunden war die französische Gegenwartsliteratur für Bustos sehr wichtig und er sah in Albert Camus ein großes Vorbild.

## Ehrungen
- 1968 – 2. Premio Nacional de Poesía für seine Lyrik-Anthologie „Visión de los hijos de mal“.

## Werke
- Corazon de piel afuera. 1959.
- Cuatro murales. 1957.
- Fragmentos fantásticos. 1965.
- El Himalaya o la moral de los pájaros. 1970.
- Visión de los hijos del mal. 1967.
- Prosa 1960–1976. Ediciones del Centro Cultural de la Cooperación Floreal Gorini, 2007, ISBN 978-9-87229189-1.

## Vertonungen
- Hans-Jürgen von Bose: Siete Textos de Miguel Ángel Bustos (1991) für Sopran, Akkordeon und Violoncello.
- Manfred Trojahn: Elegía del tiempo final (1981/82) für hohen Tenor, Bassflöte, Bassklarinette, Kontrafagott, 2 Violen, Violoncello und Cembalo. Uraufführung 24. November 1982 Köln (Musikhochschule; Dirigent: Manfred Trojahn).